# 劉道規
劉道規（370年—412年7月25日），字道則，彭城郡彭城县綏輿里（今江苏省徐州市铜山区）人。南朝宋宗室，宋武帝刘裕异母弟，母為孝懿皇后萧文寿。東晉末年重要將領，官至征西大將軍、荊州刺史。

## 生平

### 討伐桓玄
刘道规少年时有大志，得兄長刘裕賞識。元興三年（404年），劉裕與劉道規及孟昶、何無忌、劉毅等人合謀讨伐桓玄，其時劉道規是青州刺史桓弘的中兵參軍，劉裕就讓他與劉毅及孟昶到桓弘所駐的廣陵（今江蘇揚州市），將桓弘殺掉並佔領廣陵。眾人約定於當年二月丙辰日（3月25日）同時起兵，當日劉道規就與劉毅等人率壯士數十人直入桓弘府中，將其殺害，並率廣陵部眾南渡長江，到已控制京口（今江蘇鎮江市）的劉裕會合，並在不久與劉裕等西攻建康。劉裕攻下建康後，設立留臺，並以劉道規為振武將軍、義昌太守。
當時桓玄西奔荊州，劉道規與劉毅及何無忌追擊，並與守湓口的何澹之等於桑落洲作戰，終大敗對方，進而攻下湓口及尋陽。接著，劉道規等繼續西進，又在崢嶸洲和桓玄作戰。當時晉軍不夠一萬人，而桓玄卻有數萬兵，於是士兵恐懼，意圖退守尋陽。劉道規則說：「不可以！敵眾我寡，強弱之勢分明，現在若果畏縮不敢前進，就必然會被敵軍有機可乘，即使到了尋陽也不可能守得住！桓玄雖然叫作是英雄豪傑，其實是膽小怕事；而且他已經兵敗出奔，部眾都沒有堅定意志。兩軍決戰，傑出的將領就是勝利者，不是看人數的。」於是率先領兵進攻，而劉毅等亦跟隨，終大敗桓玄。桓玄敗逃江陵（今湖北荊州市荊州區），並試圖入蜀，途中被益州督護馮遷所殺。

### 消滅桓振
桓玄離開江陵入蜀後，荊州別駕王康產及南郡太守王騰之就迎晉安帝到南郡府舍，而劉道規等以為大局已定，又因遇風，桓玄死後差不多十日還未到江陵，桓楚殘餘勢力的桓振及桓謙等就乘機進襲江陵，殺王康產及王騰之，晉安帝亦再入桓氏之手。劉道規與何無忌先後進攻桓謙及桓蔚，都將他們擊敗。此時何無忌要乘勝直攻江陵，劉道規以桓氏長居荊州，不少人都為其盡心效命，而且認為桓振勇冠三軍，難以爭鋒，於是建議不要急於進攻，反要養兵蓄銳，接著再用計對付他們。何無忌沒有聽從，終大敗給桓振，諸軍於是退守尋陽。
同年十月，晉軍再度西進，至夏口，劉道規與劉毅及何無忌分攻偃月壘及魯山城，皆攻破，更於次年（405年）成功攻下江陵，桓振隨後戰死而桓謙等北逃後秦。劉道規與劉毅駐屯夏口，由何無忌護衞安帝東歸。及後論功行賞，劉道規進功予劉毅及何無忌，終獲進號輔國將軍、督淮北諸軍事、并州刺史、義昌太守。當時仍有桓楚餘黨侵擾州郡，劉道規就獲加督江州之武昌、荊州之江夏隨郡義陽綏安、豫州之西陽汝南潁川新蔡九郡諸軍事，與劉毅、檀祗等人剿滅桓楚餘黨，都將其平定。同年，劉道規轉都督六州及司州之河南諸軍事、使持節、荊州刺史、領南蠻校尉。義熙二年（406年），劉道規以平定桓玄的功勳封華容縣公。劉道規在荊州管治有道，政事和刑法都清明有理，故荊州人民都對他既敬畏又愛戴。
義熙三年（407年），劉裕命劉敬宣率兵進攻西蜀，劉道規為征蜀都督；然而劉敬宣戰敗，更因軍中有疫症而令很多士兵死亡，劉敬宣遭免官，而劉道規亦降號建威將軍。

### 穩守荊州
義熙六年（410年），江州刺史何無忌被盧循擊敗，戰死，盧循控制了江州重鎮尋陽，並東下進攻建康。由於盧循控制江州，荊州與建康的通訊不通，劉道規就派司馬王鎮之、天門太守檀道濟及廣武將軍到彥之入援建康。然而王鎮之到尋陽時就遭後秦前將軍苟林擊敗。當時苟林是後秦皇帝姚興響應西蜀譙道福及桓謙進攻荊州的軍事行動而派的，但盧循在苟林擊敗王鎮之後則分兵給他，以他為南蠻校尉，讓他乘勝進攻江陵。苟林駐屯江津（今湖北江陵縣南），而桓謙則屯枝江（今湖北枝江縣），兩者都在威脅江陵。江陵城中人民多懷有異心，甚至和桓謙通訊，告知城內虛實。劉道規為穩定人心，故意向城中人民宣布：「桓謙現在就在附近，聽說各位都各有打算，我靠隨行而來的屬官和士兵就足夠了，若果想離去，我不會限制你們。」更加夜開城門，眾人於是畏服劉道規，都沒離去。隨後雍州刺史魯宗之率數千人入赴江陵，有人認為魯宗之不知有何意圖，而劉道規不虞有詐，隻身單馬迎接，魯宗之亦為之感動，兩者就聯手抵禦桓謙。劉道規認定苟林愚蠢怯懦，不可能乘自己出擊的機會襲擊江陵，反倒桓謙一旦失敗，苟林亦會自破，於是命魯宗之守城，自己就出兵進攻桓謙。最終劉道規於枝江擊敗桓謙，並將其斬殺，苟林亦如劉道規所想般逃走，亦被劉道規派兵擊殺。劉道規及後找到了江陵城中人民寫給桓謙的通敵書信，但看也不看就全數燒毀，民眾知道後更是安心。
不久，盧循將領徐道覆親率三萬兵進攻江陵，當時魯宗之已回襄陽，根本來不及追他回來，當時更有傳盧循已經攻下了建康，謠傳徐道覆是來任刺史的，於是人心震動，但正因為劉道規焚毀通敵書信，不清算城內人民的罪，城中人民都再無異心。劉道規於是率兵迎擊，另派劉遵作遊軍在外；兩軍接戰時，劉道規前鋒失利，但劉遵則自旁率軍進攻，與劉道規主力大敗徐道覆。盧循之亂在次年（411年）平定，劉道規獲進征西大將軍，開府儀同三司，加散騎常侍，但堅決推辭进號、加官。
劉道規及後患病，以疾求歸，於是在義熙八年（412年）獲改授都督豫江二州及揚州之宣城淮南廬江歷陽安豐堂邑六郡諸軍事、豫州刺史，但因疾病而未拜官。劉道規於同年閏六月庚子日（7月25日）在京城去世，享年四十三歲。獲追贈侍中、司徒，賜諡號烈武公，並追論平定桓謙的功勳，追封南郡公。劉裕篡晉建宋後，再追贈大司馬，追封臨川王。刘道规曾抚养的侄子刘义隆登基为宋文帝后，元嘉九年（432年）再追封为丞相。

## 性格特徵
- 劉道規在荊州多年，除了管治有道，亦沒有侵犯當地人民生活，及至離開時亦沒有取走荊州府庫的東西，當時有兩個隨行士兵擅自拿了坐席到回京的船上，被劉道規當眾處罰。

## 後嗣
妻曹氏，元嘉十五年（438年）前已去世。
劉道規無子嗣，抚养兄长刘裕第三子刘义隆，去世时又以二兄劉道鄰次子劉義慶为嗣。因为刘道规素爱刘义隆，刘裕让刘义隆服丧，且认为应该让刘义隆袭封华容县公。范泰指出礼法不许刘道规有两个过继嗣子，刘义隆应该仍归本宗，获准。

## 延伸阅读
[在维基数据编辑]
 《宋書·卷51》，出自沈约《宋书》
 《南史·卷13》，出自李延壽《南史》